# Rhinobatidae
Los rinobátidos (Rhinobatidae) son una familia de elasmobranquios del orden Rajiformes conocidos vulgarmente como rayas, peces guitarra o peces ángel.

## Características
Se caracterizan por una cabeza grande y triangular que incorpora a las aletas pectorales fusionadas, y por su hocico angosto y redondo. Los ojos se localizan en su parte superior, detrás de ellos los espiráculos, y la boca y agallas en su parte inferior.
El resto de su cuerpo es parecido al de un tiburón, con un par de aletas dorsales aproximadamente del mismo tamaño. Los dientes son parecidos a los de los peces sierra.

## Historia natural
Las rayas guitarra se alimentan de invertebrados y peces pequeños, y se encuentran generalmente en suelos arenosos o fangosos. Frecuentemente se entierran para descansar. Este tipo de rayas se distribuyen en mares tropicales y templados, desde suelos costeros hasta profundidades de 370 m. Se les considera inofensivos.

## Taxonomía
Los rinobátidos incluyen 37 especies en 14 géneros:
- Pseudobatos Last, Séret & Naylor, 2016

- Subfamilia Platyrhininae Jordan, 1923
  - Platyrhina Müller & Henle, 1838
  - Platyrhinoidis Garman, 1881
  - Zanobatus Garman, 1913
- Subfamilia Rhininae Müller & Henle, 1841
  - Rhina Bloch & Schneider, 1801
  - Rhynchorhina Séret & Naylor, 2016
- Subfamilia Rhinobatinae Bonaparte, 1835
  - Acroteriobatus Giltay, 1928
  - Aptychotrema Norman, 1926
  - Rhinobatos Linck, 1790
  - Tarsistes Jordan, 1919
  - Trygonorrhina Müller & Henle, 1838
  - Zapteryx Jordan & Gilbert, 1880
- Subfamilia Rhynchobatinae Bleeker, 1865
  - Rhynchobatus Müller & Henle, 1837

- Glaucostegus